# Zachar Czernyszew
Zachar Grigorjewicz Czernyszew (ros. Захар Григорьевич Чернышев, ur. 18 marca 1722, zm. 29 sierpnia 1784) – hrabia, marszałek polny Imperium Rosyjskiego i prezydent Kolegium Wojny od 1773 roku, pierwszy namiestnik w guberni połockiej i mohylewskiej) od 1775 roku, generał gubernator Moskwy w latach 1782–1784, wolnomularz, uzyskał polski indygenat.

## Życiorys
W czasie wojny siedmioletniej, uczestniczył w bitwach Kolinem, Sarbinowem i w zajęciu Berlina. W 1761 roku objął dowództwo nad wojskami rosyjskimi wyznaczonymi przez cesarza Piotra III do połączenia się z Fryderykiem II przeciwko wojskom austriackim. W styczniu 1771 w negocjacjach z księciem Henrykiem Pruskim jako zwolennik anektowania przez Rosję Inflant Polskich i części Białorusi, podsunął mu myśl zaboru biskupstwa warmińskiego przez Królestwo Prus.
Na sejmie grodzieńskim 1784 grożono mu za podważanie przy obcej pomocy dekretów trybunalskich.
Odznaczony Orderem Orła Białego w 1761 roku, pruskim Orderem Orła Czarnego  w 1762 roku, rosyjskimi orderami Świętego Aleksandra Newskiego w 1758, Świętego Andrzeja Pierwszego Powołania w 1762, Orderem Świętego Włodzimierza w 1782.